# ゴォール!FC岐阜
『ゴォール!FC岐阜』（ゴォール エフシーぎふ）は、2008年3月4日から2013年12月24日まで岐阜放送（ぎふチャン）で放送されていたFC岐阜の情報番組である。

## 概要
FC岐阜の試合内容をダイジェストで紹介していた番組。当初は不定期放送のミニ番組だったが、2008年4月10日放送分をもって15分間のレギュラー番組に昇格した。
レギュラー化してしばらくの間は、視聴者が試合経過・今後の試合予定・選手のプロフィールなどを確認できる番組連動データ放送を実施していた。また、番組自体は全編ハイビジョン制作だったが、アウェイの試合映像にはスカパー!の公式映像を使用していたため、それらを流す際には画面左右にサイドパネルを付して対応していた。

## 放送時間
いずれも日本標準時。

### 不定期番組時代
- 第1回 2008年3月3日（月曜）0 21:54 - 22:00、再放送あり
- 第2回 2008年3月9日（日曜）0 22:49 - 22:54、再放送あり
- 第3回 2008年3月18日（火曜） 21:55 - 22:00、再放送あり
- 第4回 2008年3月20日（木曜） 21:55 - 22:00、再放送あり
- 第5回 2008年3月23日（日曜） 23:01 - 23:06
- 第6回 2008年3月29日（土曜） 22:54 - 23:00、再放送あり
- 第7回 2008年4月6日（日曜）0 22:49 - 22:54、再放送あり

### レギュラー番組時代
本放送
- 木曜 22:15 - 22:30 （2008年4月10日 - 2009年3月26日）
- 金曜 21:15 - 21:30 （2009年4月3日 - 2010年3月26日）
- 火曜 18:00 - 18:15 （2010年4月6日 - 2011年3月29日）
- 火曜 18:15 - 18:30 （2011年4月5日 - 2012年3月27日）
- 火曜 18:00 - 18:15 （2012年4月3日 - 2013年12月24日）

再放送
- 土曜 04:45 - 05:00 （2008年4月12日 - 2008年6月28日）
- 土曜 05:40 - 05:55 （2008年7月5日 - 2010年3月27日）
- 水曜 19:40 - 19:54 （2010年4月7日 - 2010年9月22日）

## 歴代キャスター
いずれも当時岐阜放送アナウンサー。
- 高木恵子（2008年3月4日 - 2009年6月19日）
- 古田直也（2009年7月3日 - 2009年12月25日）
- 2010年1月以降はキャスターが不在になり、番組自体が全編VTRを流す構成に変更された。

## 企画
選手にイレブン
毎回1人の選手に11の質問をしていた企画。質問の内容は試合の事からプライベートでの事まで様々だった。
その他の企画
このほか、視聴者が試合ごとに一番活躍したと思う選手を投票してもらい、その集計結果にスカパー!その他での実況担当者と解説者からの投票も加味して月間MVP選手を決めるという企画もあった。